# Frits Wiersma
Frits Wiersma (Nieuwer-Amstel, 27 augustus 1894 – Purmerend, 13 januari 1984) was een Nederlands weg- en baanwielrenner en na zijn wielercarrière actief als gangmaker bij het stayeren op de baan. Hij was professioneel wielrenner van 1913 tot 1929. Gangmaker was hij van 1936 tot 1968.

## Prestaties als wielrenner
Hij werd driemaal Nederlands kampioen op de weg, in 1913, 1919 en 1920. In 1912 kwam hij ook als eerste over de finish maar werd hij gediskwalificeerd en kwam de overwinning terecht bij de amateur Cees Erkelens. In 1916 behaalde hij een tweede plaats op het NK op de weg. 
In 1919 behaalde Wiersma een verdienstelijke vierde plaats in de Ronde van Vlaanderen.

## Stayeren
Als gangmaker bij het stayeren heeft Frits Wiersma twee wereldkampioenschappen behaald. In 1951 leidde hij bij de professionals de Nederlander Jan Pronk naar de wereldtitel en in 1959 de Nederlander Arie van Houwelingen bij de amateurs.

## Resultaten in voornaamste wedstrijden
| Jaar | Ronde van Vlaanderen |
| ---- | -------------------- |
| 1919 | 4e                   |